# Sydney Possuelo
Sydney Ferreira Possuelo (San Paolo, 19 aprile 1940) è un esploratore e attivista brasiliano.
Inizia la sua carriera come indigenista nel 1969 con i fratelli Villas-Boas dai quali imparò i principali fondamenti del rispetto per le tribù indigene isolate. Nel 1972 entrò nella Fundação Nacional do Índio (Funai), l'agenzia brasiliana responsabile per la protezione delle tribù indigene, e ci rimase per 33 anni, per un totale di più di quattro decenni dedicati alla causa indigena.
Come "sertanista" (così venivano chiamati gli esploratori dell'Amazzonia, da Sertão, il nome di una regione del Brasile) Sydney organizzò e coordinò innumerevoli spedizioni nell'Amazzonia Brasiliana, navigando lungo i grandi fiumi del Brasile e attraversando più di tremila chilometri di foresta vergine. Nello Stato del Pará, fece il primo contatto con tre gruppi indigeni degli Ararà oltre al più grande gruppo degli Indios Paracanà. Nella regione della Serra del Desordem, nello Stato del Maranhon, Sydney stabilì il primo contatto con il gruppo indigeno degli Awà-Guajà. Nell'Alto Solimoes, nello Stato dell'Amazonas, fece il primo contatto con un gruppo chiamato Mayà. Nell'ottobre del 1996 coordinò una spedizione che portò al primo contatto con i Korubo, gruppo indigeno della Valle del Javarí nella Amazzonia Brasiliana. In questo periodo Sydney contattò sette comunità indigene precedentemente sconosciute dalla società. Durante gli anni settanta e anni ottanta fu chiamato ad intervenire in vari conflitti tra indigeni e coloni.
Parallelamente alle sue attività nella Funai, Sydney parlò in varie conferenze e pubblicò articoli per i media brasiliani e internazionali, come difensore dei nativi.
Sydney creò il "Sistema di Protezione per gli Indios Isolati" e una innovativa politica fu adottata dal Governo: si trasformò la forma di intervenire della Funai, garantendo il diritto alle popolazioni indigene di rimanere nella loro situazione di non contatto, mentre fino a quel momento la politica era basata nel contatto e nella conseguente integrazione forzata alla società nazionale. Sydney ha agito con notevole persistenza in difesa della preservazione e conservazione del territorio e dei diritti delle popolazioni indigene di mantenere la loro cultura e le loro attività tradizionali.
Durante i due anni in cui Sydney occupò il posto di presidente della Funai (1991-1993), concentrò gli sforzi per demarcare le Terre Indigene. Durante la sua presidenza egli praticamente duplicò la superficie totale delimitata (dal 1910 quando fu fondato il Servizio di Protezione Indigeno, predecessore della Funai che venne fondata poi nel 1990). In questa cifra è inclusa la Terra Indigena degli Yanomami, la cui demarcazione trovò resistenza tra vari gruppi: tagliatori di alberi, cercatori d'oro, gruppi di interesse e gruppi politici che si occupano di sicurezza nazionale. La demarcazione di questa area fu considerata un esempio da seguire e influenzò positivamente le demarcazioni territoriali successive.
Nel novembre del 2005 Sydney organizzò e coordinò la prima conferenza internazionale per gli Indios in isolamento, e convocò rappresentanti di tutti gli Stati sudamericani nei quali continuano ad esistere gruppi di indigeni non contattati (Brasile, Paraguay, Bolivia, Perù, Venezuela, Colombia ed Ecuador). In questa occasione venne firmata la "Lettera di Belém", chiedendo agli Stati azioni di protezione per i popoli in isolamento volontario.
Nel gennaio del 2006 Sydney fu esonerato dalle sue funzioni nella Funai, dopo essersi dichiarato pubblicamente in disaccordo con la politica del Governo, in particolare col suo atteggiamento nella demarcazione delle terre tradizionali delle popolazioni indigene. In quell'occasione il Governo affermò che i Popoli Indigeni già possedevano terre in eccesso. Dalla sua uscita dal Governo, Sydney fu partecipe della riorganizzazione dell'IBI, l'Istituto Indigenista Brasiliano, un'organizzazione no-profit non governativa che lavora per la difesa dei diritti dei popoli indigeni e del loro territorio.
Alla sua vita e alle sue imprese l'etnologo e regista italiano Maurizio Leigheb, delegato al Primo Convegno Internazionale sugli Indios Isolati (Belem - 2005) e suo amico di vecchia data, ha dedicato i documentari Sydney Possuelo: una vita per gli indios (1989) e Sydney Possuelo, il difensore degli indios (1999), girati in Amazzonia e trasmessi da varie televisioni europee.